# Anthocharis
Anthocharis is een geslacht van vlinders uit de familie van de Witjes, onderfamilie Pierinae.
De vlinders uit dit geslacht zijn bekend om de oranje tot rode vleugeltippen die de volwassen vlinders (veelal alleen de mannetjes) hebben. In Nederland en België wordt het geslacht vertegenwoordigd door het oranjetipje.

## Soorten
Anthocharis kent de volgende soorten:
- Anthocharis bambusarum - Oberthür, 1876
- Anthocharis belia - (Linnaeus, 1767)
- Anthocharis bieti - Oberthür, 1884
- Anthocharis cardamines - (Linnaeus, 1758) - Oranjetipje
- Anthocharis carolinae - Back, 2006
- Anthocharis cethura - (Felder, C & R Felder, 1865)
- Anthocharis damone - Boisduval, 1836 - Oostelijk oranjetipje
- Anthocharis ellena - Dyar, 1920
- Anthocharis eupheno - (Linnaeus, 1767)
- Anthocharis euphenoides - Staudinger, 1869 - Geel oranjetipje
- Anthocharis gruneri - Herrich-Schäffer, 1851 - Zwavelig oranjetipje
- Anthocharis lanceolata - Lucas, 1852
- Anthocharis limonea - (Butler, 1871)
- Anthocharis midea - (Hübner, 1809)
- Anthocharis monastiriensis - Soures, 1998
- Anthocharis pima - Edwards, 1888
- Anthocharis sara - Lucas, 1852
- Anthocharis scolymus - Butler, 1866
- Anthocharis thibetana - Oberthür, 1886